# Кубок СССР по лыжным гонкам 1984
Шестнадцатый Кубок СССР проводился в Сыктывкаре с 16 по 17 марта 1984 года. Соревнования проводились по двум дисциплинам — гонки на 15 км (мужчины), гонки на 10 км (женщины). В программу соревнований для мужчин и женщин входила только одна дистанция.

### Мужчины
|                                         | Золото                                                | Серебро                        | Бронза                                               |
| --------------------------------------- | ----------------------------------------------------- | ------------------------------ | ---------------------------------------------------- |
| Гонка на 15 км (17 марта). 92 участника | Бурлаков Юрий 43.22 Вооружённые Силы Хабаровский край | Никитин Владимир +0.22 «Зенит» | Бакиев Розалин +0.49 Вооружённые Силы Татарская АССР |

### Женщины
|                                        | Золото                                   | Серебро                                     | Бронза                                              |
| -------------------------------------- | ---------------------------------------- | ------------------------------------------- | --------------------------------------------------- |
| Гонка на 5 км (24 января). 49 участниц | Сметанина Раиса 30.10 «Урожай» Коми АССР | Лядова Любовь +0.13 Вооружённые Силы Москва | Ахматшина Рауфа +0.27 «Урожай» Свердловская область |

## Командные результаты спортивных обществ
| Место | Спортивное общество | Сумма очков |
| ----- | ------------------- | ----------- |
| 1.    | Вооружённые Силы    | 570         |
| 2.    | «Урожай»            | 370         |
| 3.    | «Динамо»            | 312         |

## Командные результаты сборных союзных республик, Москвы и Ленинграда, городов и областей РСФСР
| Место | Регион               | Сумма очков |
| ----- | -------------------- | ----------- |
| 1.    | Свердловская область | 252         |
| 2.    | Москва               | 182         |
| 3.    | Ленинград            | 164         |